# Alaya Sassi
Ali Sassi, plus connu sous le nom de Alaya Sassi, né le 5 janvier 1942 à Sfax et mort le 13 juin 2013, est un footballeur tunisien. Évoluant à la droite de l'attaque, il se caractérise par ses passes et son sens du placement.

## Biographie
Après avoir fait ses preuves dans les catégories des jeunes du Club sportif sfaxien, appelé alors Club tunisien, en remportant notamment le championnat des juniors en 1960, au sein d'une équipe composée de Sadok Chabchoub, Rachid Daoud, Youssef Trabelsi, Abdessalem Trabelsi, Mongi Fakhfakh, Mahmoud Derbal, Hédi Ben Arab, Ali Graja et Mohamed Khrouf, il est intégré dans l'équipe seniors par l'entraîneur algérien Mokhtar Arribi. Puis l'entraîneur à qui le club doit sa nette progression, Milan Kristić, lui permet d'affiner son talent. L'entraîneur André Gérard ne tarde pas à l'appeler en équipe nationale et il constitue, avec Mohamed Salah Jedidi, Hammadi Henia, Mongi Haddad et Raouf Ben Amor, une ligne d'attaque qui remporte la coupe arabe des nations de football 1963 et la médaille d'argent des Jeux de l'amitié de Dakar.
En 1965-1966, il rejoint son compère Hammadi Henia en Algérie pour constituer un tandem à l'USM Bel-Abbès. Il y passe d'abord une saison puis une autre deux années plus tard. L'entraîneur Branislav Acimovic le reconvertit en milieu offensif et stratège de l'équipe en 1966-1967. Entre-temps, le Club sportif sfaxien, qui a entamé un travail de longue haleine, commence à cueillir les fruits de ses efforts avec plusieurs titres chez les jeunes. Hammadi Agrebi, Moncef Melliti, Mohamed Ali Akid, Moncef Ben Barka, Habib Trabelsi ou encore Abdelwahab Ben Ghazi ont besoin de l'encadrement de joueurs expérimentés et Sassi assure son rôle avec une grande réussite : le club remporte un championnat en 1969 et un doublé coupe-championnat en 1971. Il continue à leur prêter main-forte jusqu'au 21 avril 1974, date à laquelle il raccroche avec le sentiment du devoir accompli.
Ses amis et ses admirateurs retiennent de lui un joueur exceptionnel, un producteur de spectacle qui ne s'écarte pas des exigences du collectif et un homme loyal et bienveillant : « Alaya Sassi, pas plus haut que trois pommes (à la Kopa, à la Diwa), là-bas sur son aile où il affolait les défenseurs et offrait des caviars à Delhoum. Sassi le Sfaxien, Sassi l'international, Sassi le magicien dont les dribbles le long de la touche faisaient dégâts et ravages dans les défenses adverses ». 
Après avoir raccroché, Sassi met son expérience au service de son équipe et forme les jeunes joueurs, parmi lesquels son fils Hassène Sassi qui semble destiné à une grande carrière. Mais il est attiré par l'Europe et s'installe en France où il est accusé d'avoir assassiné sa compagne. Sassi sacrifie tout pour lui venir en aide mais la condamnation l'anéantit, matériellement et physiquement. Il perd le goût de tout et attrape une grave maladie qui cause sa disparition.

## Palmarès et statistiques

### Compétitions internationales
- En équipe nationale :
  -  Médaille d'or à la coupe arabe des nations de football 1963
  -  Médaille d'argent aux Jeux de l'amitié de Dakar en 1963
  - 35 sélections, 5 buts marqués
- Coupe du Maghreb des clubs champions :
  - Finaliste : 1970, 1972

### Compétitions nationales
- Championnat de Tunisie :
  - Vainqueur : 1969, 1971
  - 235 matchs joués[3]
  - 45 buts marqués
- Coupe de Tunisie :
  - Vainqueur : 1971
  - 29 matchs joués
  - 5 buts marqués
- Coupe Hédi Chaker :
  - Vainqueur : 1963
  - 12 matchs joués
  - 10 buts marqués